# Prima Divisione 1942-1943 (pallacanestro maschile)
La Prima Divisione 1942-1943 è stata la tredicesima edizione del campionato con questo nome, al sesto anno come terzo livello italiano di pallacanestro maschile. Si è disputata tra il 26 ottobre 1942 e il 1943.

## Squadre partecipanti
Il comunicato con le partecipanti è stato diramato dopo la chiusura delle iscrizioni, il 14 ottobre 1942. Al termine dei gironi andata/ritorno, si svolgono due gironi semifinali con le sei vincenti e infine la finale tra le due qualificate.

### I girone
| Squadra                            | Stagione | Città       | Palazzetto | Stagione precedente |
| ---------------------------------- | -------- | ----------- | ---------- | ------------------- |
| Dop. Saves Alessandria             | …        | Alessandria | ...        | …                   |
| Guf Novara                         | ...      | Novara      | ...        | ...                 |
| Reale Società Ginnastica di Torino | ...      | Torino      | ...        | ...                 |
| Dop. Breda Brescia                 | ...      | Brescia     | ...        | ...                 |
| Dop. Grazioli Milano               | ...      | Milano      | ...        | ...                 |

### II girone
| Squadra                                     | Stagione | Città         | Palazzetto | Stagione precedente |
| ------------------------------------------- | -------- | ------------- | ---------- | ------------------- |
| Nuf Gallarate                               | …        | Gallarate     | ...        | …                   |
| Dop. Ansaldo Genova-Sampierdarena           | ...      | Sampierdarena | ...        | ...                 |
| Dop. R. Arsenale Ministero Marina La Spezia | ...      | La Spezia     | ...        | ...                 |
| Dop. Ferr. Stato Bologna                    | ...      | Bologna       | ...        | ...                 |
| Guf Savona                                  | ...      | Savona        | ...        | ...                 |

### III girone
| Squadra              | Stagione | Città      | Palazzetto | Stagione precedente |
| -------------------- | -------- | ---------- | ---------- | ------------------- |
| Dop. Crda Monfalcone | …        | Monfalcone | ...        | …                   |
| G.S. Letizia Venezia | ...      | Venezia    | ...        | ...                 |
| G.P. Gi Vicenza      | ...      | Vicenza    | ...        | ...                 |
| Guf Bentegodi Verona | ...      | Verona     | ...        | ...                 |
| Dop. Cogne Imola     | ...      | Imola      | ...        | ...                 |

### IV girone
| Squadra                 | Stagione | Città         | Palazzetto | Stagione precedente |
| ----------------------- | -------- | ------------- | ---------- | ------------------- |
| Reyer Venezia           | …        | Venezia       | ...        | …                   |
| Dop. Tabanelli Bologna  | ...      | Bologna       | ...        | ...                 |
| Dop. Cesarin Padova     | ...      | Padova        | ...        | ...                 |
| Gil Reggio Emilia       | ...      | Reggio Emilia | ...        | ...                 |
| Dop. Ferr. Stato Rimini | ...      | Rimini        | ...        | ...                 |

### V girone
| Squadra                   | Stagione | Città   | Palazzetto | Stagione precedente |
| ------------------------- | -------- | ------- | ---------- | ------------------- |
| S.S. Bruno Mussolini Roma | …        | Roma    | ...        | …                   |
| Guf Pisa                  | ...      | Pisa    | ...        | ...                 |
| Guf Pistoia               | ...      | Pistoia | ...        | ...                 |
| Faenza Sportiva           | ...      | Faenza  | ...        | ...                 |
| Guf Siena                 | ...      | Siena   | ...        | ...                 |

### VI girone
| Squadra                    | Stagione | Città   | Palazzetto | Stagione precedente |
| -------------------------- | -------- | ------- | ---------- | ------------------- |
| Guf Foggia                 | …        | Foggia  | ...        | …                   |
| Guf Salerno                | ...      | Salerno | ...        | ...                 |
| Guf Ancona                 | ...      | Ancona  | ...        | ...                 |
| Dop. Ministero Marina Roma | ...      | Roma    | ...        | ...                 |